# عبد الفتاح عبد المقصود
عبد الفتاح عبد المقصود. باحث ومؤلف مصري في التاريخ الإسلامي، وهو من مشاهير الكتّاب المصريين في القرن العشرين، واعتبر في حينها من الشخصيات الدينية البارزة في مصر، وقد انصب اهتمامه في أبحاثه على التاريخ وعلم الكلام وما يرتبط ذلك بموضوع الإمامة والخلافة.
حيث ولد عام 1912 في كفر عشر من ضواحي مدينة الإسكندرية، ونال شهادة الدكتوراه من جامعة الإسكندرية.

## مؤلفاته
| - الإمام علي بن أبي طالب. يعد هذا الكتاب أبرز مؤلفاته على الإطلاق بسبب إثارته جدلاً واسعاً في أوساط العالم الإسلامي، لخوضه في البحث عن الأزمات التي شهدها عصر خلافة الإمام علي وحروبه التي خاضها، وقد تُرجم كتابه هذا إلى الفارسية. | - يوم كيوم عثمان. - السقيفة والخلافة. - الزهراء أم ابيها. |